# Dubnica nad Váhom
Dubnica nad Váhom (tyska Dubnitz an der Waag, ungerska Máriatölgyes, Dubnicz) är en stad och kommun i regionen Trenčín i nordvästra Slovakien. Staden som har en yta av 49,137 km² har en befolkning som uppgår till 25 590 invånare (2005).

## Kända personer
- Pavol Demitra, slovakisk ishockeyspelare